# Clavulina coffeoflava
Clavulina coffeoflava är en svampart som beskrevs av P. Roberts 1999. Clavulina coffeoflava ingår i släktet Clavulina och familjen Clavulinaceae.   Inga underarter finns listade i Catalogue of Life.